# 蓮乗寺 (野洲市)
蓮乗寺（れんじょうじ）は、滋賀県野洲市にある天台真盛宗の寺院。山号は清流山。本尊は阿弥陀如来。

## 歴史
824年（天長元年）禅源の開山により創建されたと伝えられ、文亀年間（1501年 - 1504年）に再興されたという。

## 文化財
- 重要文化財
  - 木造毘沙門天立像

## 所在地
- 滋賀県野洲市比江1191

座標: 北緯35度5分16.4秒 東経136度0分39.1秒 / 北緯35.087889度 東経136.010861度